# Isolatorweg (metrostation)
Metrostation Isolatorweg is het westelijk eindpunt van de Amsterdamse metrolijn 50 (Ringlijn) en werd geopend op 28 mei 1997. Vanaf 3 maart 2019 is dit station ook het eindpunt van metrolijn 51, die vanaf die datum vanaf station Zuid naar Isolatorweg is verlegd.
Het station ligt op een spoordijk nabij de Isolatorweg op een bedrijventerrein in het Amsterdamse Westelijk Havengebied. Aangezien er zich in de omgeving geen woongebieden bevinden, trekt het station, met name buiten de spitsuren, relatief weinig reizigers. Ten oosten van station Isolatorweg ligt een opstelterrein met vier sporen, dat zich uitstrekt tot aan de Contactweg. Er bevindt zich ook een aantal extra opstelsporen aan de zuidzijde naast het station.
Het station kent een eilandperron met in het midden daarvan een centrale toegang. Deze bestaat, afwijkend van alle andere speciaal voor de Ringlijn gebouwde stations, enkel uit een vaste trap en een lift. Station Isolatorweg is hiermee een van de twee metrostations in Amsterdam die niet over een roltrap beschikken. Het andere station zonder roltrap is Overamstel.
Oorspronkelijk was het het plan om metrolijn 50 door te trekken naar Amsterdam Centraal Station. In de Metronetstudie (2007) werd doortrekking naar Amsterdam-Noord als alternatief voorgesteld. 

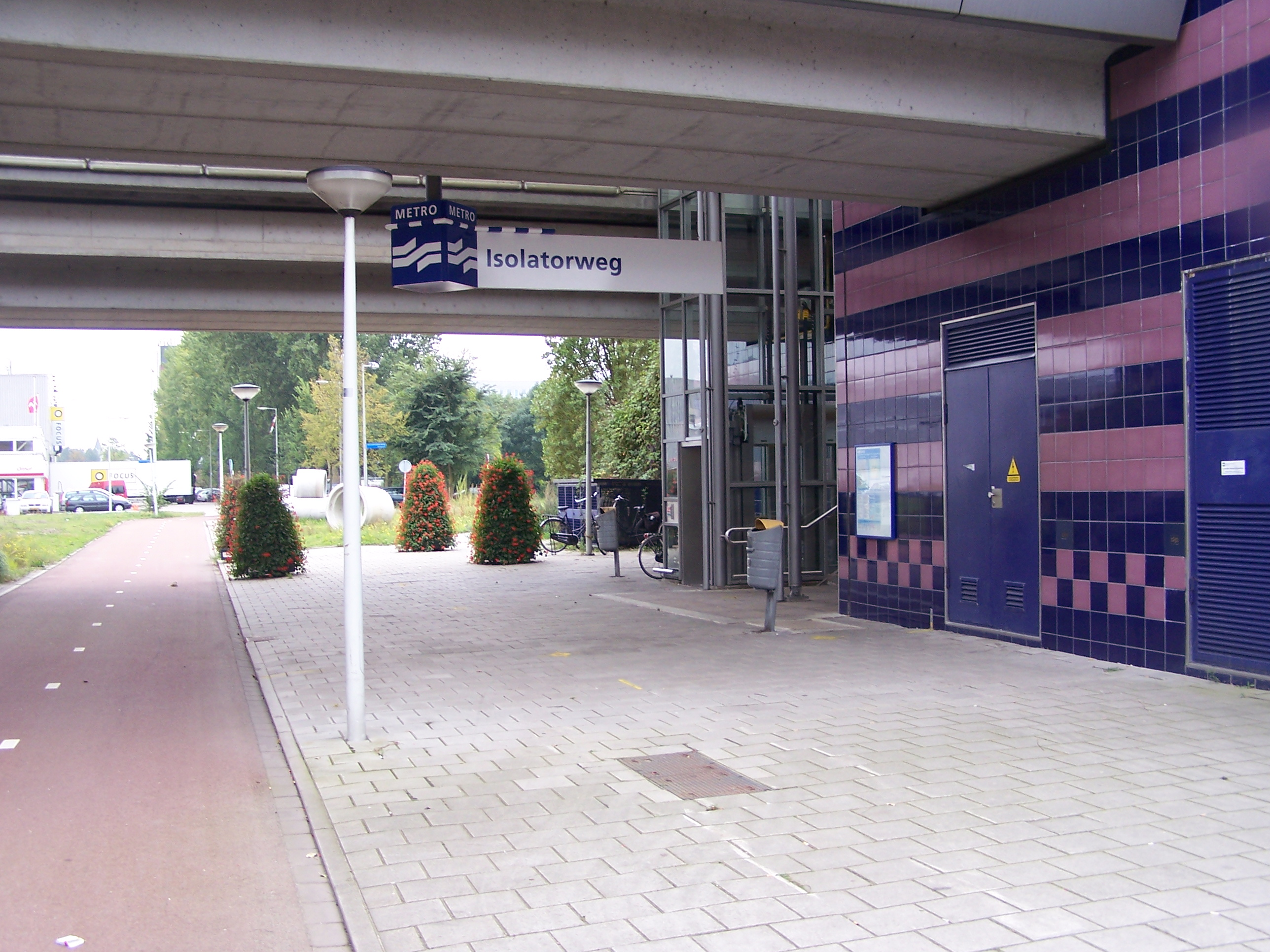
Ingang
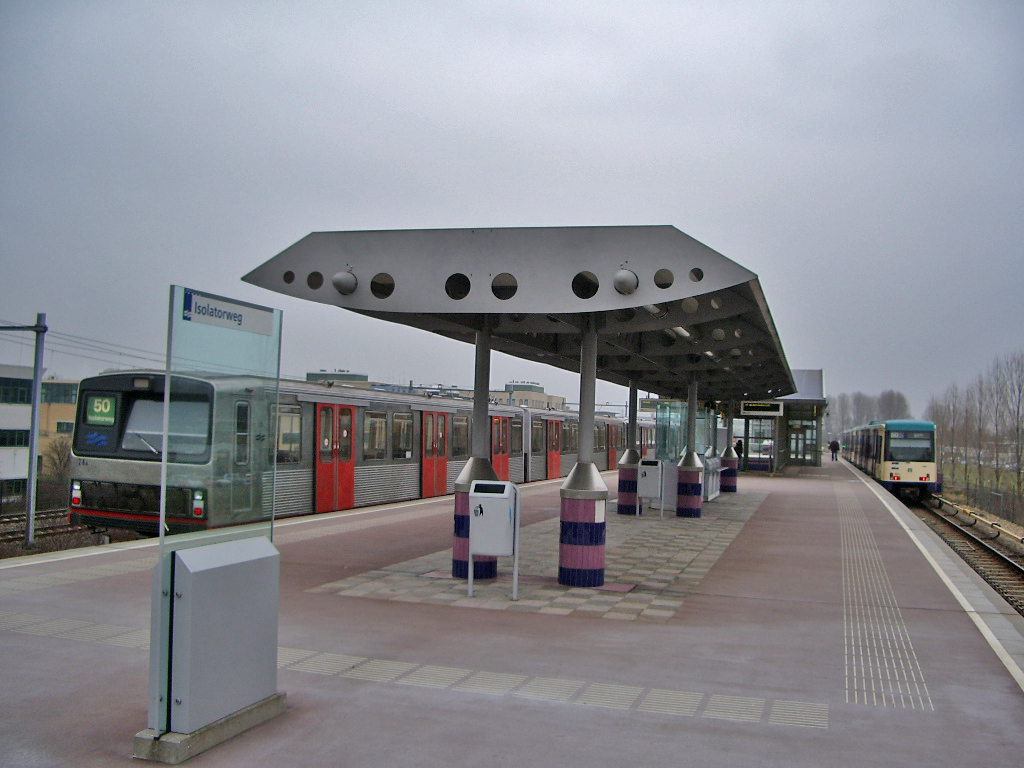
Perron
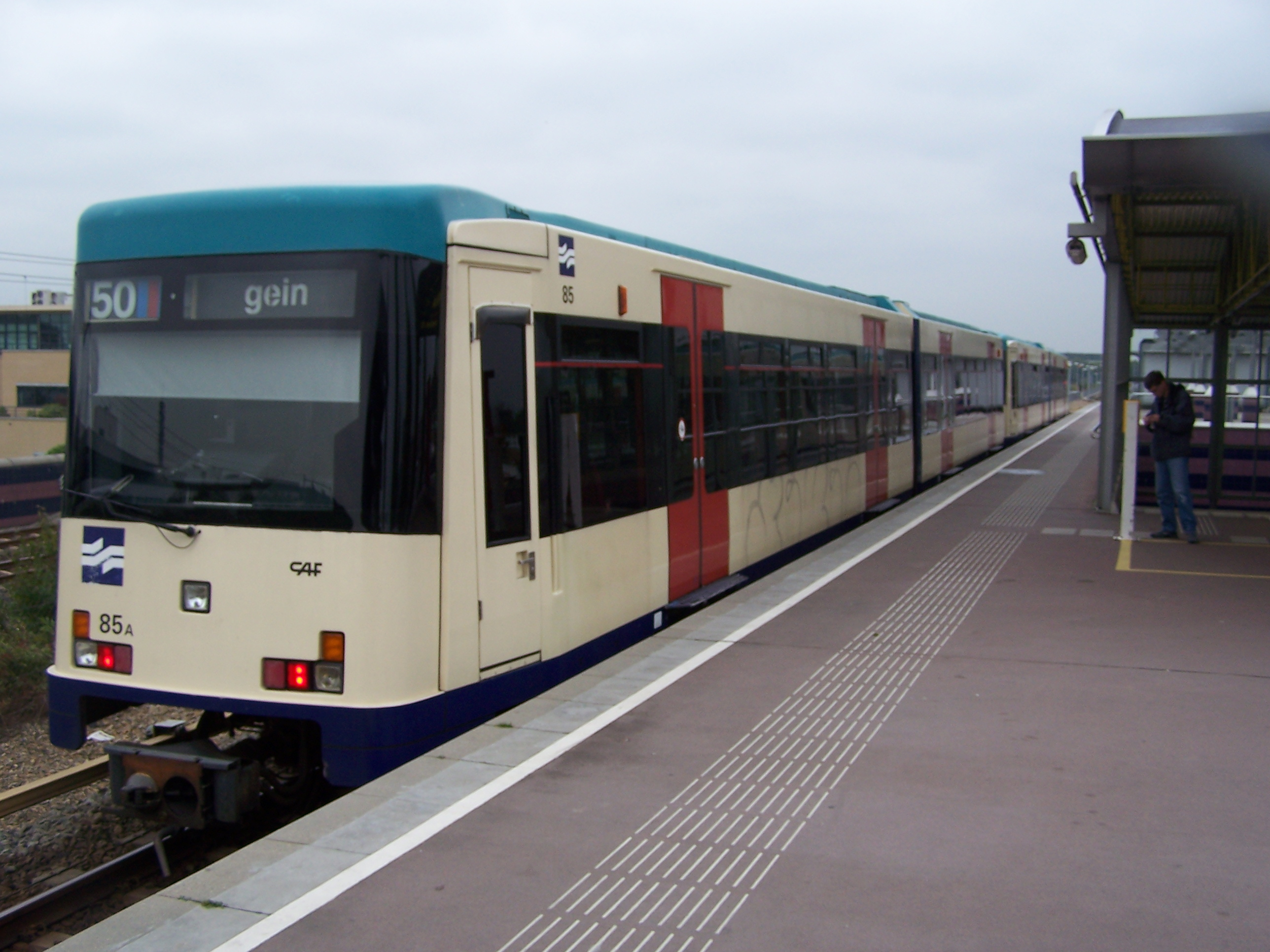
Metrostel (type CAF) richting Gein op station Isolatorweg

Isolatorweg ·
Station Sloterdijk (NS) ·
De Vlugtlaan ·
Jan van Galenstraat ·
Postjesweg ·
Station Lelylaan (NS) ·
Heemstedestraat ·
Henk Sneevlietweg ·
Amstelveenseweg ·
Station Zuid (NS) ·
Station RAI (NS) ·
Overamstel ·
Van der Madeweg ·
Station Duivendrecht (NS) ·
Strandvliet ·
Station Bijlmer ArenA (NS) ·
Bullewijk ·
Holendrecht (NS) ·
Reigersbos ·
Gein
Centraal Station (NS) ·
Nieuwmarkt ·
Waterlooplein ·
Weesperplein ·
Wibautstraat ·
Amstelstation (NS) ·
Spaklerweg ·
Overamstel ·
Station RAI (NS) ·
Station Zuid (NS) ·
Amstelveenseweg ·
Henk Sneevlietweg ·
Heemstedestraat ·
Station Lelylaan (NS) ·
Postjesweg ·
Jan van Galenstraat ·
De Vlugtlaan ·
Station Sloterdijk (NS) ·
Isolatorweg